# Gare de Nogent-sur-Marne
Pour les articles homonymes, voir Gare de Nogent.
Ne doit pas être confondu avec Gare de Nogent - Vincennes.
La gare de Nogent-sur-Marne est une gare ferroviaire française de la ligne de Paris-Bastille à Marles-en-Brie (dite aussi ligne de Vincennes), située dans la commune de Nogent-sur-Marne (département du Val-de-Marne), en région Île-de-France.
La gare a été ouverte le 14 décembre 1969 par la RATP, lors de la mise en service du premier maillon de la ligne A du RER. Elle remplace la gare de Nogent - Vincennes, située une centaine de mètres plus au nord, ouverte en 1859 par la Compagnie des chemins de fer de l'Est et fermée au trafic voyageurs par la Société nationale des chemins de fer français (SNCF) le même jour.

## Histoire
La gare actuelle est ouverte le 14 décembre 1969. Elle remplace la gare de Nogent - Vincennes, située plus au nord, de l'autre côté de l'avenue Georges-Clemenceau. Elle est souterraine et est desservie par les trains de la ligne A du RER parcourant la branche A2 de Boissy-Saint-Léger.
En 2021, selon les estimations de la RATP, 2 358 276 voyageurs sont entrés dans cette gare.

## Service des voyageurs

### Accès
La gare comporte trois accès :
- l'accès no 1 « parvis de la Gare - Pavillon Baltard » ;
- l'accès no 2 « avenue des Marronniers » ;
- l'accès no 3 « avenue Georges Clemenceau ».

Accès à la gare
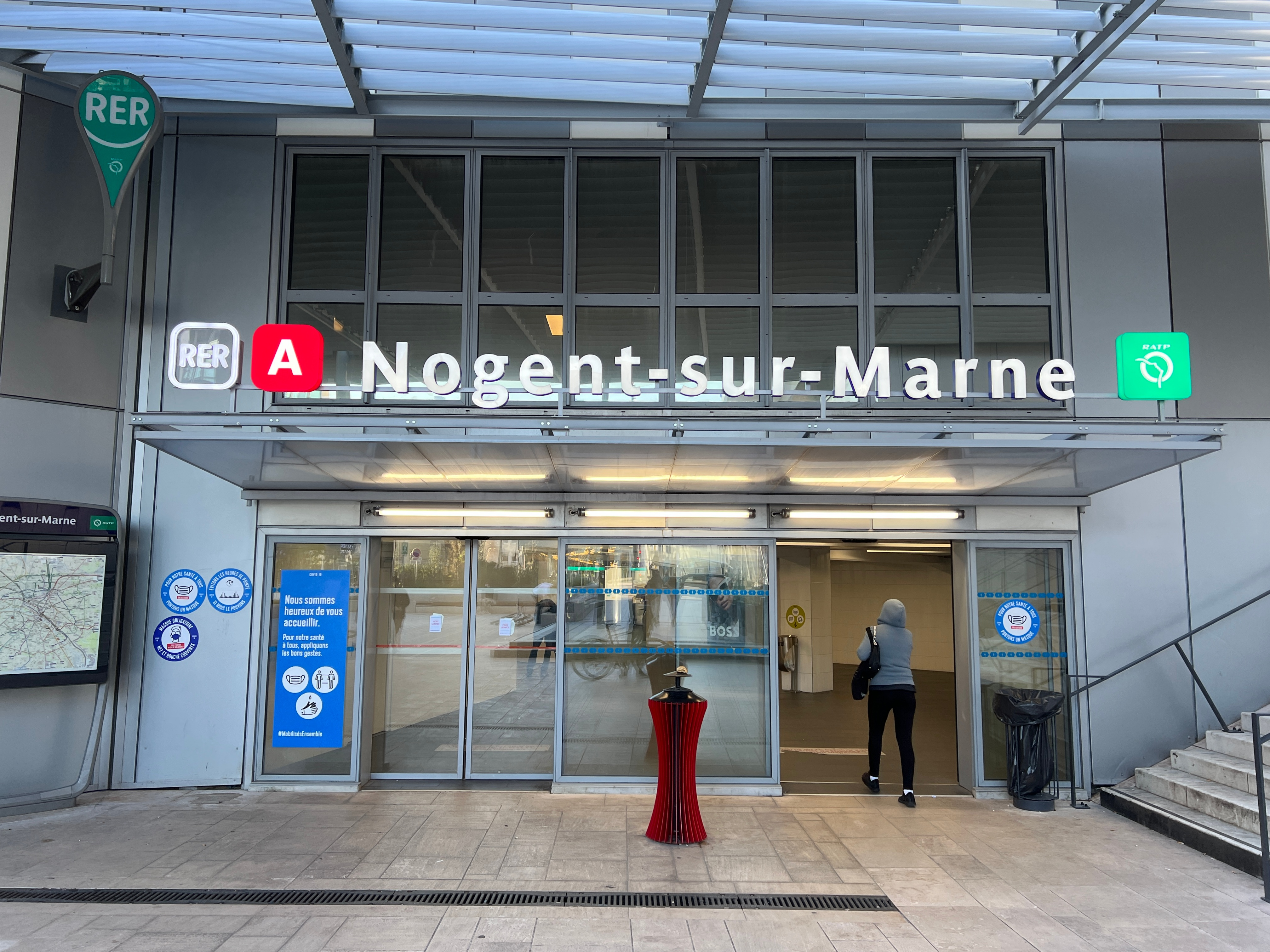
L'accès no 1 « Parvis de la Gare ».
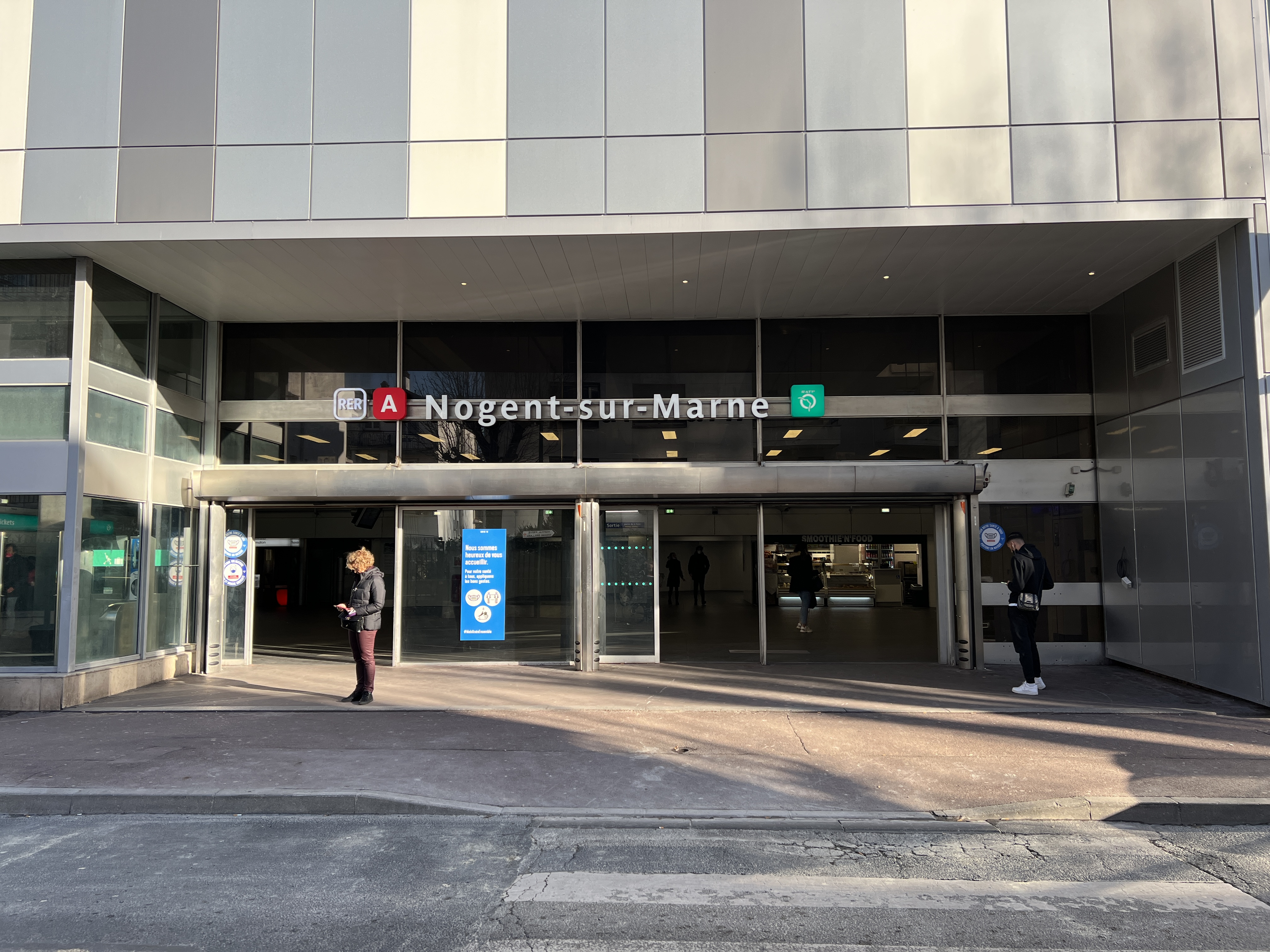
L'accès no 2 « Avenue des Marronniers ».
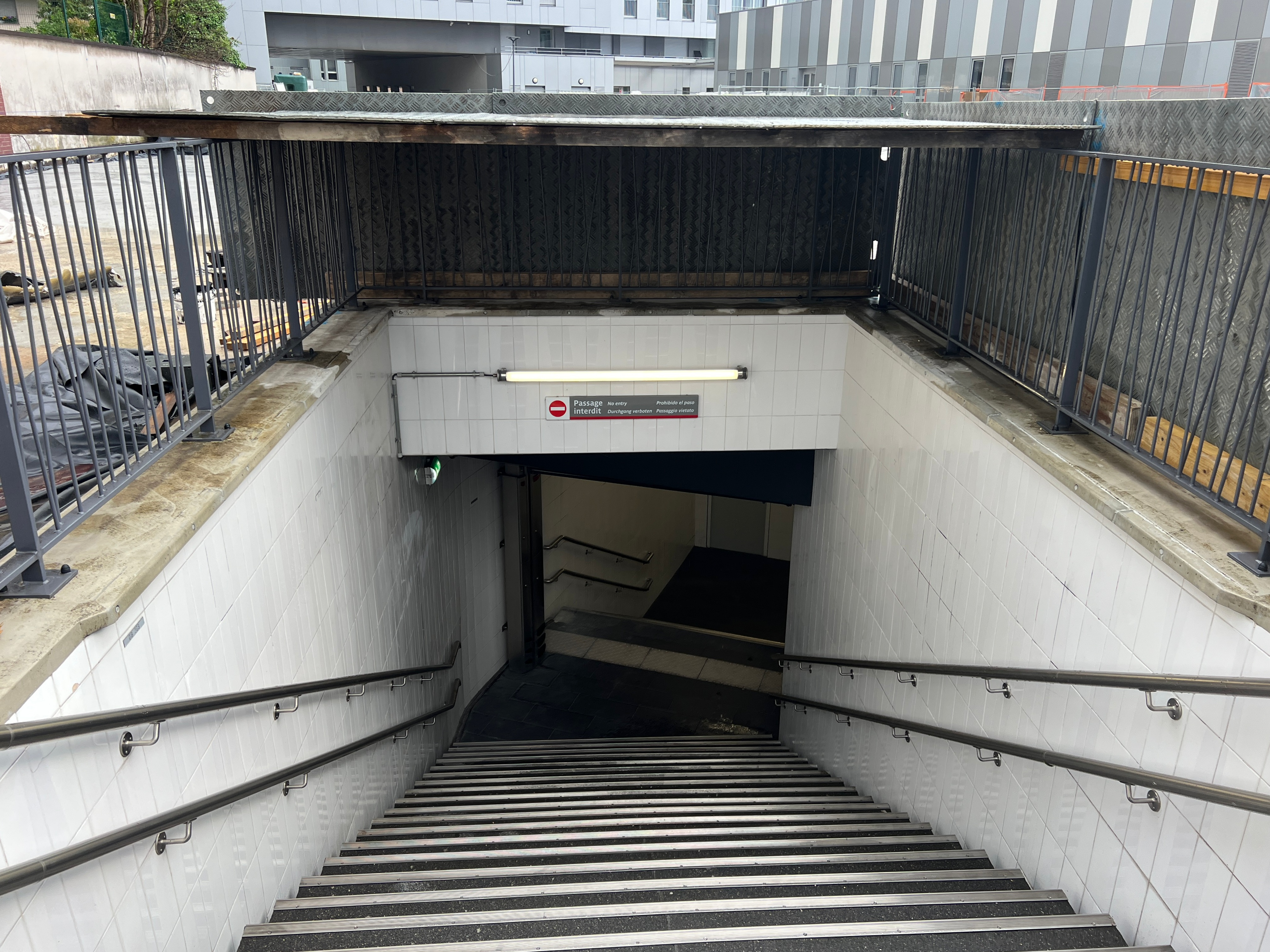
L'accès no 3 « Avenue Georges Clemenceau ».

### Desserte
Du lundi au vendredi (hors été), la desserte est :
- d'un train toutes les 15 minutes avant 7 h et après 20 h 30 ;
- d'un train toutes les 10 minutes entre 9 h et 16 h ;
- d'un train toutes les 5 minutes pendant les heures de pointe.

Le weekend (hors été), la desserte est :
- d'un train toutes les 15 minutes avant 7 h et après 20 h 30 ;
- d'un train toutes les 10 minutes entre 7 h et 20 h 30.

### Intermodalité
La gare est desservie par les lignes 113, 114, 120 et 210 du réseau de bus RATP et, la nuit, par la ligne N33 du réseau de bus Noctilien.

## À proximité
- Bois de Vincennes
- Pavillon Baltard
- Hôpital Armand Brillard

## Reconstruction
La gare et ses alentours ont été largement remaniés de 2016 à 2020 avec destruction du parking relais et construction d'un immeuble de bureaux au-dessus de la gare. La gare de bus souterraine a été supprimée. Un accès simplifié en direction du  Pavillon Baltard a été mis en place.

Galerie de photographies
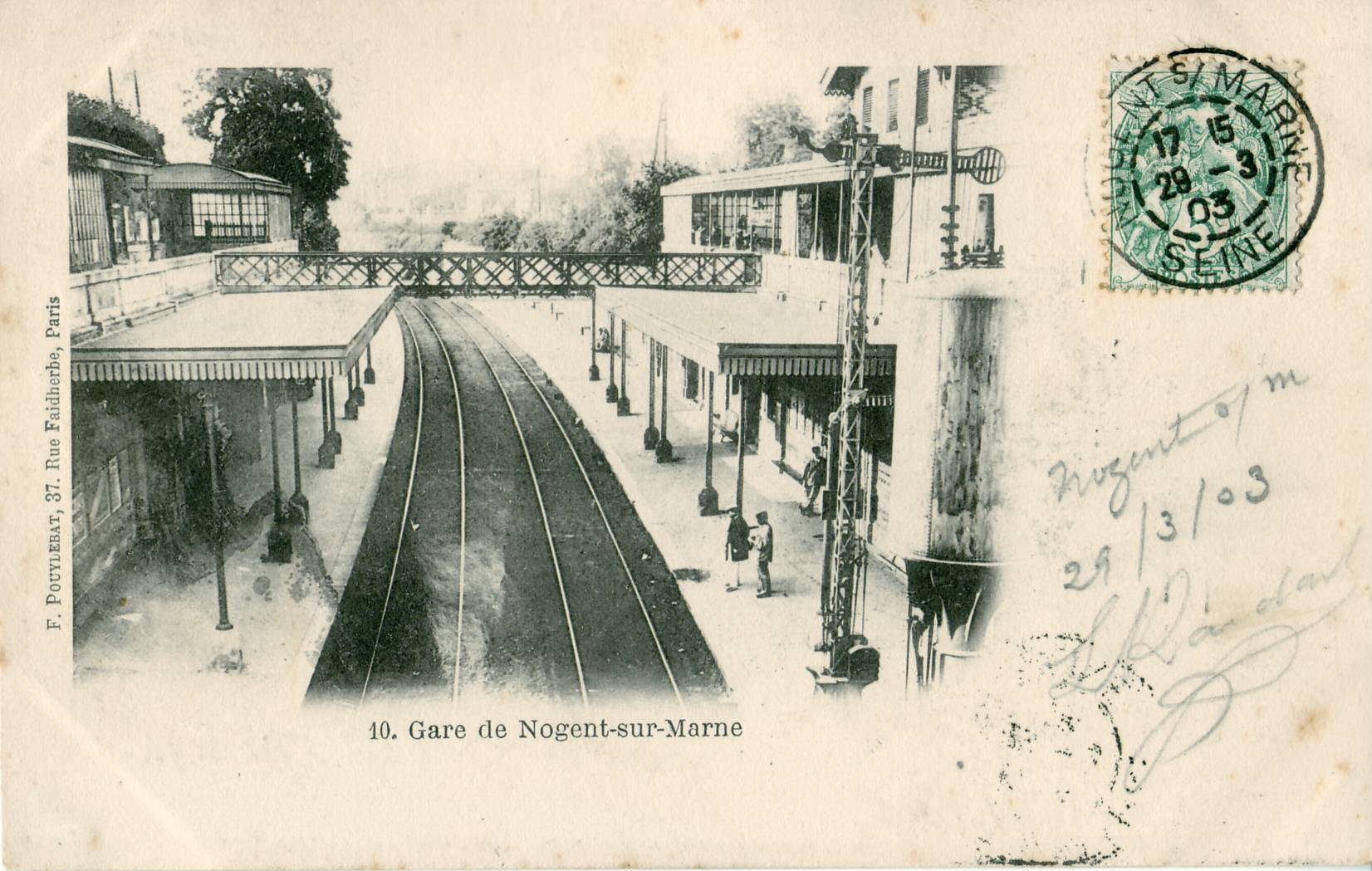
Ancienne gare de Nogent - Vincennes, au début du XXe siècle, située plus au nord sur la ligne de Vincennes.
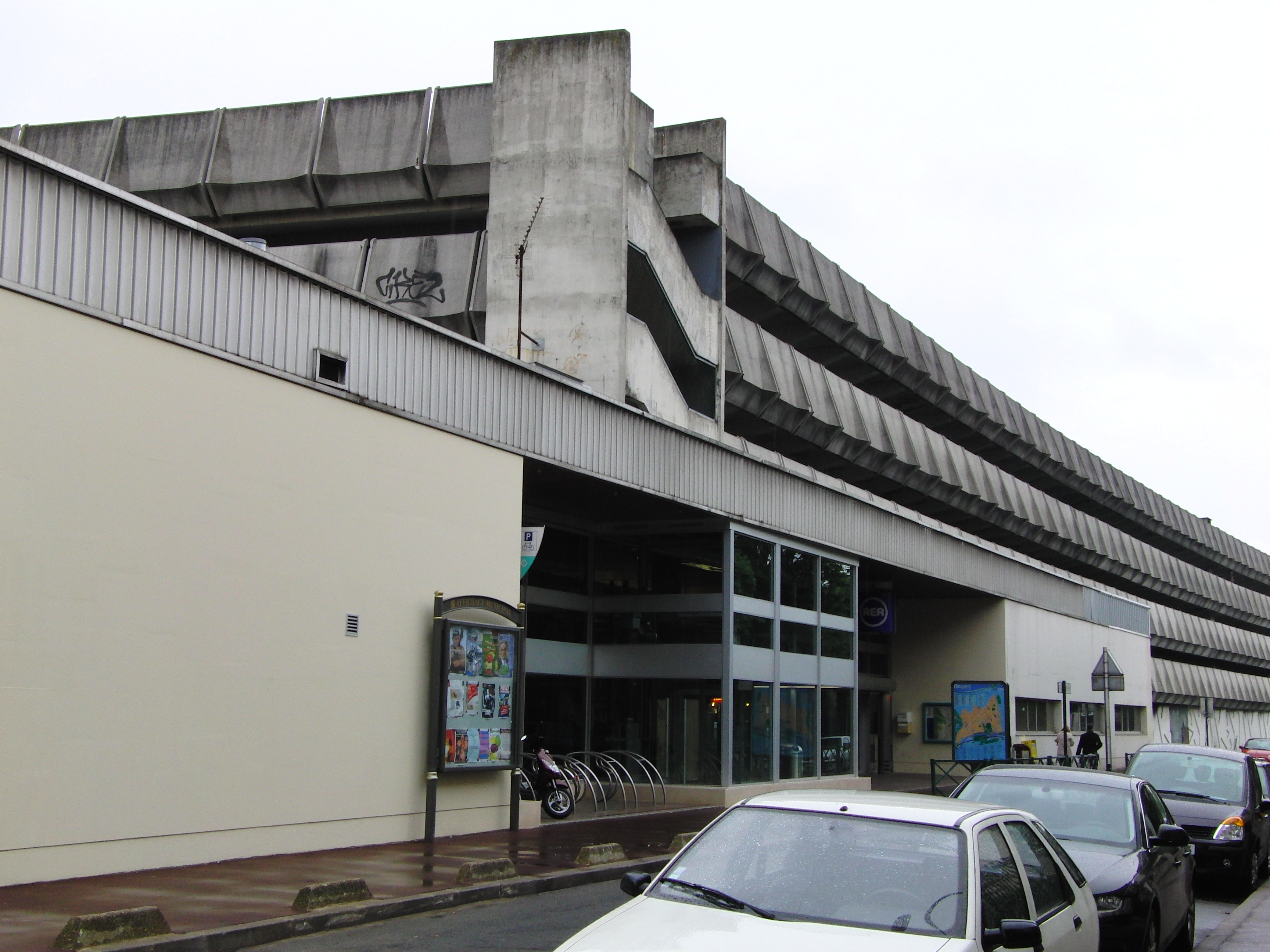
Abords de la gare côté avenue des Marronniers, en avril 2009. Le parking au-dessus de la gare a été détruit en 2016.
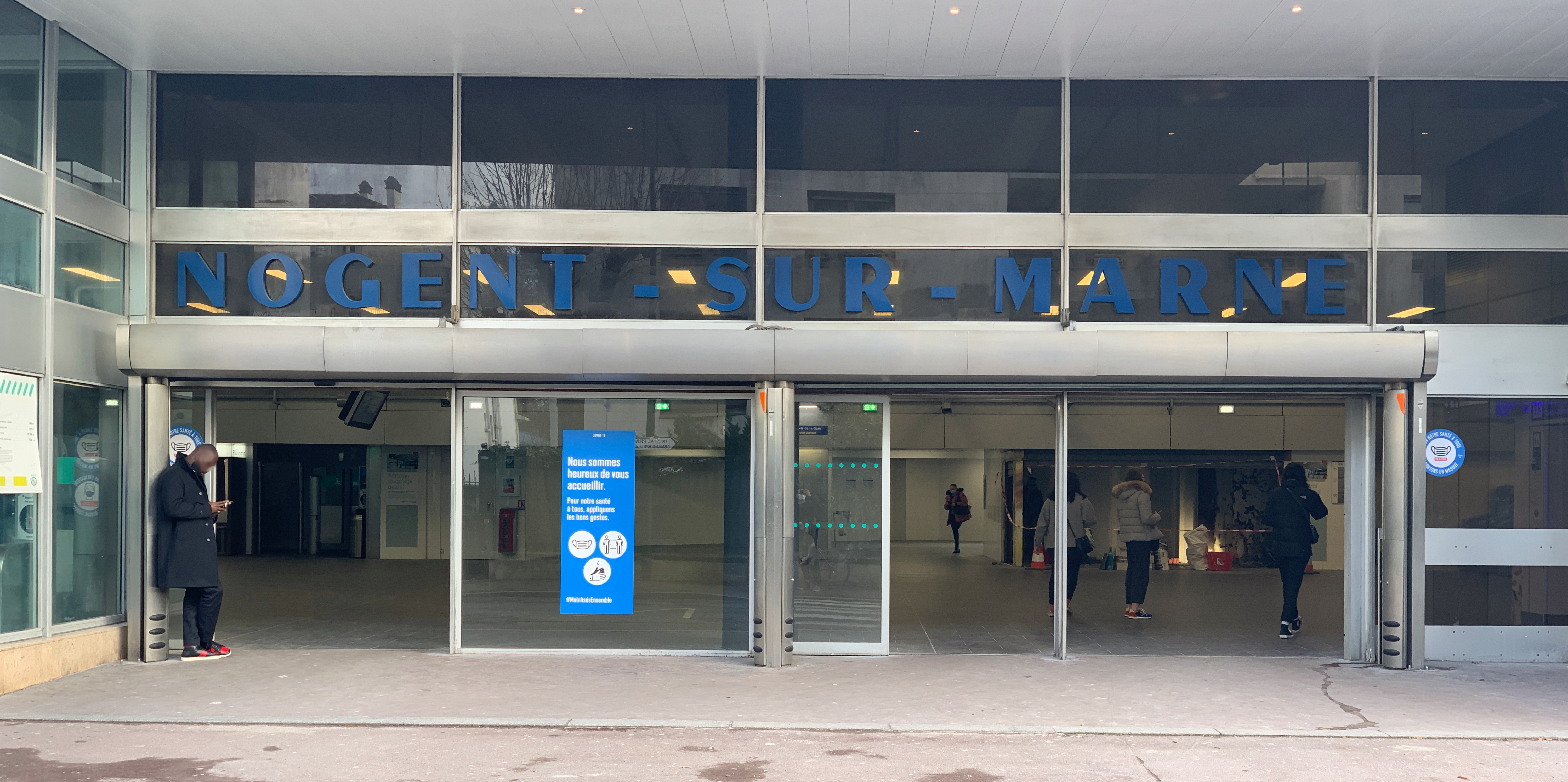
Entrée principale de la gare.
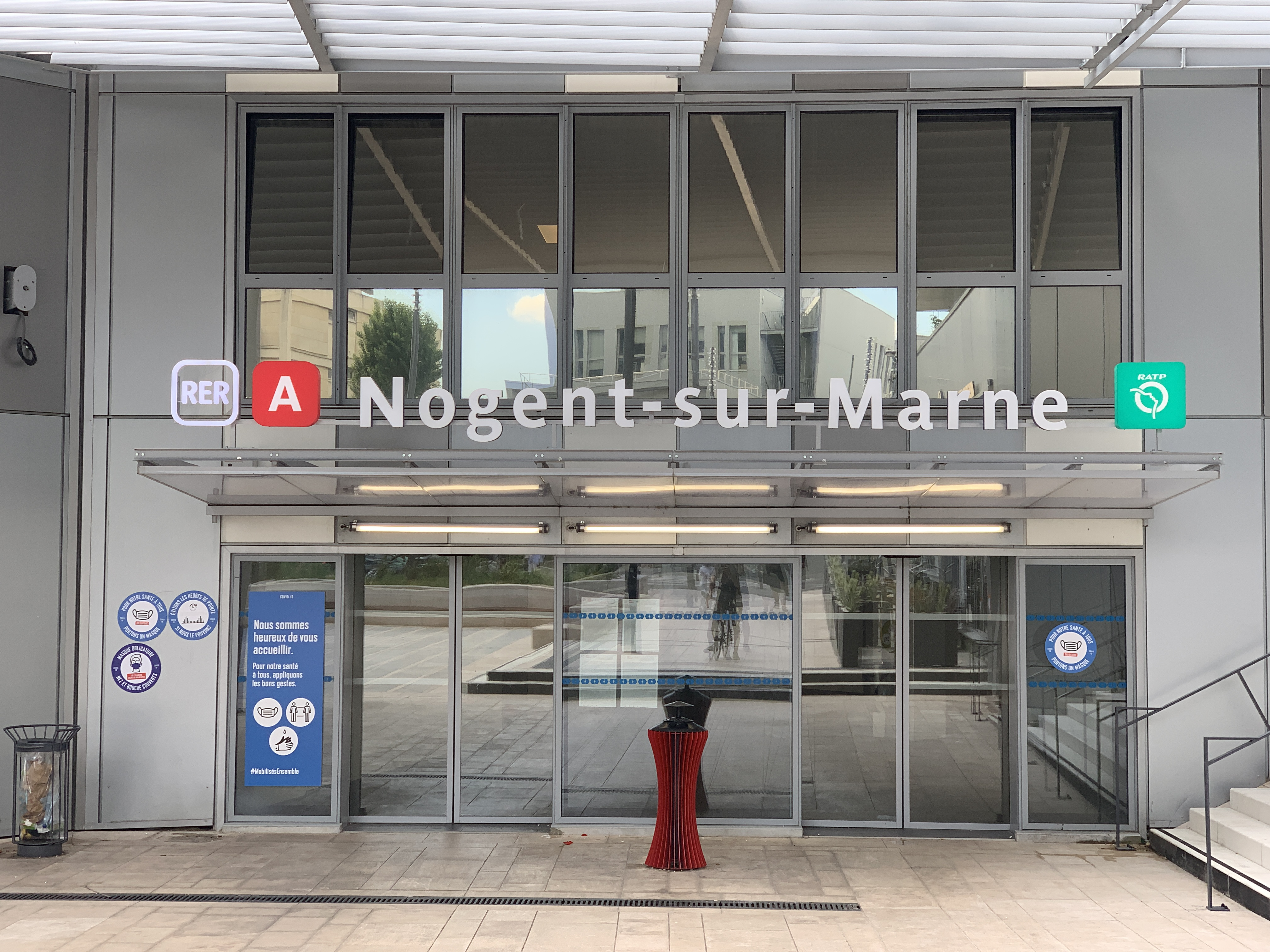
Entrée depuis l'avenue de Joinville.
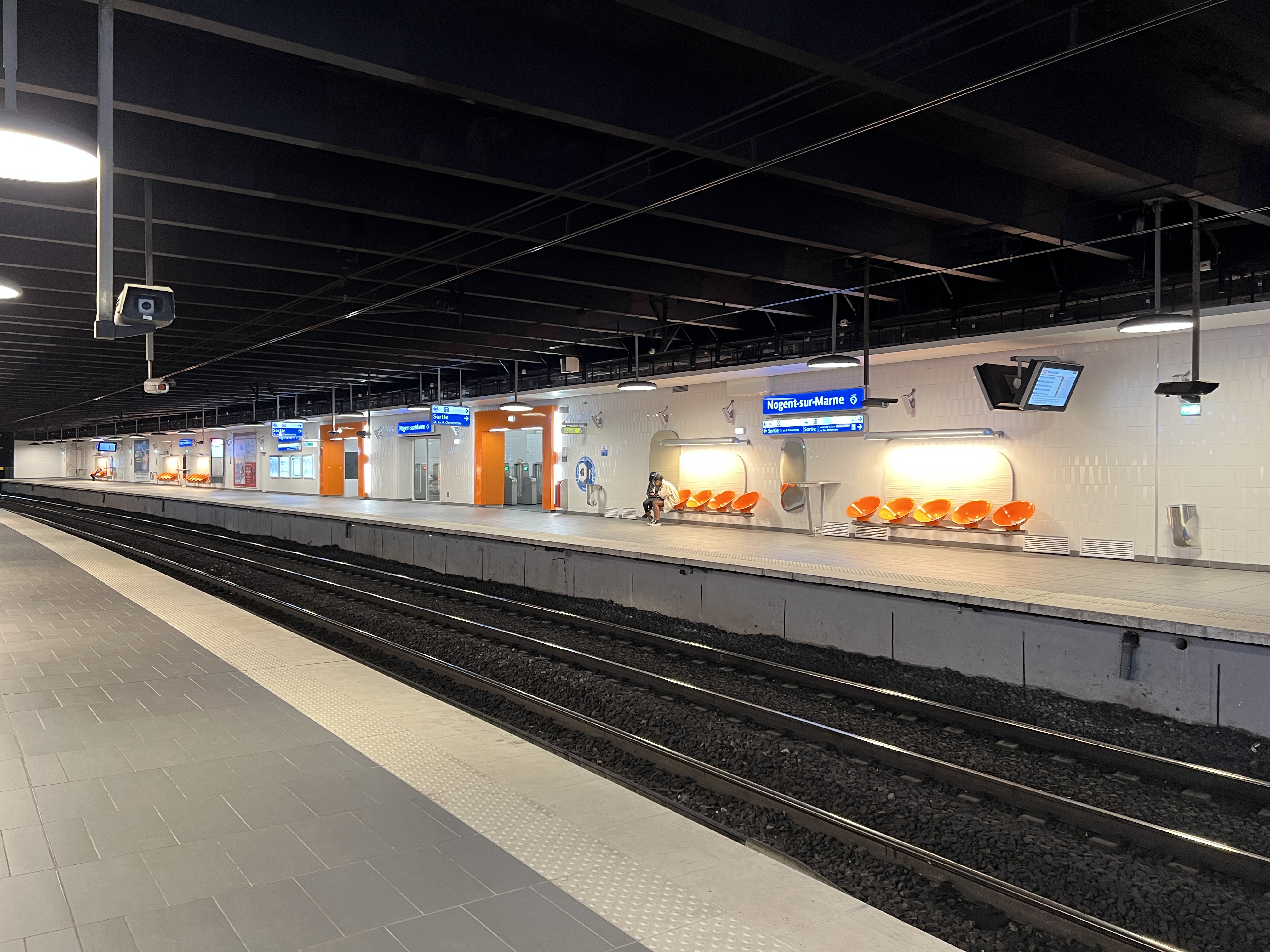
Quais de la gare.